# Camponotus puniceps
Camponotus puniceps är en myrart som beskrevs av Horace Donisthorpe 1942. Camponotus puniceps ingår i släktet hästmyror, och familjen myror. Inga underarter finns listade.